# Ettore Leopardi
Il conte Ettore Leopardi (Recanati, 25 febbraio 1874 – Recanati, 22 maggio 1945) è stato un imprenditore, politico e nobile italiano.
È stato conte di San Leopardo e senatore del Regno d'Italia.

## Biografia
Era il figlio di Giacomo Leopardi e di Sofia Bruschetti e pronipote del poeta Giacomo Leopardi. Proprietario di una grande azienda agricola, è stato consigliere comunale di Recanati, consigliere comunale e assessore a Falconara Marittima, consigliere provinciale e membro della deputazione provinciale di Macerata. Dal 1914 al 1920 è stato sindaco di Recanati, mentre negli anni del fascismo ha ricoperto la carica di preside della Provincia di Ancona dal 1935 al 1939. Ha presieduto i consorzi agrario cooperativo e antitubercolare, entrambi con sede ad Ancona. Si sposa con Rosa Carotti, dalla quale ha avuto due figli: Giacomo e Pierfrancesco.